# Analyse quantitative (chimie)
Pour les articles homonymes, voir Analyse quantitative.
En chimie, l'analyse quantitative est l'ensemble des méthodes d'analyse chimique qui permettent de déterminer la quantité de différentes substances recherchées dans un échantillon. Elle est en cela complémentaire de l'analyse qualitative où l'on cherche uniquement à déterminer si telle ou telle substance est ou non présente.

## Méthodes chimiques
Il s'agit de réactions chimiques durant ou à la suite desquelles une détermination de la masse ou du volume est réalisée :
- analyse gravimétrique, exemple : analyse par combustion ;
- analyse volumétrique : titrage.

## Méthodes physiques
Il s'agit de mesurer la variation des propriétés physiques qui dépendent de la variation de la concentration :
- électroanalyse non électrochimique : conductimétrie ;
- spectrométrie.

## Méthodes physico-chimiques
Les méthodes dans lesquelles les deux transformations chimiques et physiques jouent un rôle comprennent :
- méthodes de séparation : chromatographie, électrophorèse, spectrométrie de masse ;
- électroanalyse électrochimique.